# پایگاه هوایی هولتسدورف
پایگاه هوایی هولتسدورف (به انگلیسی: Holzdorf Air Base) (به زبان بومی: Fliegerhorst Holzdorf) یک فرودگاه نظامی است که یک باند فرود بتن و آسفالت دارد و طول باند آن ۲۴۱۹ متر است. این فرودگاه در شهر شونوالده کشور آلمان قرار دارد و در ارتفاع ۸۱ متری از سطح دریا واقع شده‌است.